# Daikyu
Il daikyū (大弓?) è la variante lunga dell'arco tipico giapponese, lo yumi, utilizzata dai guerrieri appiedati.
Aveva una lunghezza che andava dai due metri e venti ai due e quaranta; ve n'erano anche di lunghi due metri e settanta. Sembra che quest'arco particolare fosse stato adottato su vasta scala solo da un altro popolo: gli Indios della Bolivia centrale. L'energia necessaria per piegare un arco del genere doveva essere considerevole. Questi archi erano fatti di parecchi pezzi di legno (solitamente bambù di qualità scelta), incollati insieme, con una piegatura caratteristica presso l'estremità chiamata spalla (kata), che la corda toccava per un breve tratto. Spesso questa parte, chiamata otokane, era rivestita di metallo e quando la freccia era scoccata produceva un suono, che generalmente era utilizzato come segnale.